# 가타오카 도시아키
가타오카 도시아키(일본어: 片岡 利明: 1948년 6월 1일 - )는 일본의 신좌파 테러리스트다. 동아시아반일무장전선 “늑대” 소속이었다.
카이세이고등학교에서 3수하여 호세이대학 문학부 사학과에 입학했다. 이후 베트남에 평화를! 시민연합(베평련)에 참여했고, 침례교회 개혁운동에 참여했다. 전공투 운동을 거쳐 다이도지 마사시와 만나게 되어 동아시아반일무장전선에 참가했다. 그룹에 “늑대”라는 이름을 붙인 장본인이 가타오카였다. 1973년 4월부터 직업훈련학교 기계과에서 폭탄 제조에 필요한 기술지식을 익혔고, 이후 폭탄 제조의 중심역할을 맡아 미츠비시중공 폭파사건을 비롯한 연속기업폭파사건을 일으켰다. 1975년 5월 19일 체포되어 기소되었다.
1983년 앰네스티 지원운동가 마스나가 스미코의 양자로 입적되어 마스나가 도시아키(益永 利明)가 되었다.
1987년 3월 24일, 최고재판소에서 다이도지 마사시와 함께 사형이 확정되었다. 이 때 “사람 목숨이 걸린 재판을 서류상의 ‘사무’로서 오른쪽에서 왼쪽으로 쓱 밀어 정리해 버리는 최고재판사들의 태도에 격렬한 분노를 금할 수 없다”는 감상을 표명했다. 하지만 일본적군의 하이잭으로 인해 “초법규적 조치”로 석방된 사사키 노리오・다이도지 아야코・에키다 유키코의 재판이 종료되지 않았기 때문에 다이도지와 가타오카의 사형은 집행되지 않았다. 1995년 에키다가 체포되었지만 다른 둘은 여전히 체포되지 않고 있기 때문에, 가타오카는 사실상 무기징역으로 수감 중이다. 2016년 시점에서 가타오카는 사형수로서 동경구치소에 수감되어 있는 것으로 알려졌다.

## 저서
- 『爆弾世代の証言―東京拘置所・死刑囚監房から』（三一書房 1985年）
- 『囚人の権利』（統一獄中者組合出版部 1986年）  アメリカ自由人権協会発行ハンドブックの訳著